# Elecciones a la Asamblea Constituyente de Ecuador de 1845
Las elecciones para diputados constituyentes de 1845 determinaron quienes conformarían la Asamblea Constituyente de Ecuador de 1845, la cual tenía como objetivo la redacción de un nuevo texto constitucional para el país en reemplazo de la Carta de la Esclavitud de 1843.
La conformación de una asamblea constituyente fue convocada por el Gobierno Provisorio para establcer una constitución que represente los ideales de la Revolución Marcista.
Acorde a la normativa de la época, los legisladores eran electos por nominación libre de los electores, sin auspicio partidista o limitaciones por provincia, por lo que en ocasiones un legislador era electo por varias provincias.

## Nómina de Representantes Provinciales
41 diputados provinciales
| Provincia  | Diputados                                          | Diputados                                          |
| ---------- | -------------------------------------------------- | -------------------------------------------------- |
| Cuenca     | Andrés Villamagán y Benavides                      | Andrés Villamagán y Benavides                      |
| Cuenca     | Francisco Javier Arévalo                           |                                                    |
| Cuenca     | Pío Bravo-Vallejo y Cobos                          |                                                    |
| Cuenca     | Vicente Salazar Ordoñez                            |                                                    |
| Cuenca     | Miguel Heredia Rodas                               |                                                    |
| Cuenca     | Antonio Rudecindo Estévez de Toral Mora            |                                                    |
| Cuenca     | Antonio Carrasco Álvarez                           |                                                    |
| Cuenca     | José Joaquín Malo y Valdivieso                     |                                                    |
| Chimborazo | Pablo Merino Ortega                                | Pablo Merino Ortega                                |
| Chimborazo | José Rodríguez de Eguez                            |                                                    |
| Chimborazo | Juan Antonio Hidalgo                               |                                                    |
| Guayaquil  |                                                    | Pedro Carbo Noboa                                  |
| Guayaquil  | Guillermo Borrero                                  |                                                    |
| Guayaquil  | José García Moreno                                 |                                                    |
| Guayaquil  | José de la Cadena Bastidas                         |                                                    |
| Guayaquil  | José María Caamaño y Arteta                        |                                                    |
| Guayaquil  | Agustín Tola y Avilés                              |                                                    |
| Guayaquil  | José María Vallejo y Mendoza                       |                                                    |
| Guayaquil  | Ignacio Carbo Noboa                                |                                                    |
| Imbabura   |                                                    | Pedro Moncayo y Esparza                            |
| Imbabura   | Teodoro Gómez de la Torre y Gangotena              |                                                    |
| Imbabura   | Pablo Guevara Yépez                                |                                                    |
| Loja       | José Miguel Carrión y Valdivieso, Obispo de Botren | José Miguel Carrión y Valdivieso, Obispo de Botren |
| Loja       | Cayetano Ramírez y Fita                            |                                                    |
| Loja       | José María Riofrío y Valdivieso                    |                                                    |
| Loja       | Agustín Riofrío y Valdivieso                       |                                                    |
| Loja       | Jerónimo Carrión Palacio                           |                                                    |
| Loja       | Agustín Costa de la Peña                           |                                                    |
| Manabí     | Ignacio Galecio Ramos                              | Ignacio Galecio Ramos                              |
| Manabí     | Agustín Villavicencio y Cedeño                     |                                                    |
| Manabí     | José Ignacio Gornichátegui y Bernal                |                                                    |
| Manabí     | Rafael Quevedo Pozo                                |                                                    |
| Manabí     | Modesto Albuja Andrade                             |                                                    |
| Pichincha  |                                                    | Vicente Rocafuerte Bejarano                        |
| Pichincha  | Antonio Bustamante del Mazo                        |                                                    |
| Pichincha  | Ramón Borja Escorza                                |                                                    |
| Pichincha  | Manuel Angulo Villagómez                           |                                                    |
| Pichincha  | Roberto de Ascásubi y Matheu                       |                                                    |
| Pichincha  | José María Mancheno Maldonado                      |                                                    |
| Pichincha  | Manuel Bustamante del Mazo                         |                                                    |
| Pichincha  | Francisco Montalvo Fiallos                         |                                                    |

Fuente: